# Feuquières (Oise)
Feuquières é uma comuna francesa na região administrativa de Altos da França, no departamento de Oise. Estende-se por uma área de 12,24 km². Em 2010 a comuna tinha 1 397 habitantes (densidade: 114,1 hab./km²).